# Jean-Claude Gaudin
Jean-Claude Gaudin (Marsiglia, 8 ottobre 1939 – Saint-Zacharie, 20 maggio 2024) è stato un politico francese.

## Biografia

### Incarichi di partito
Jean-Claude Gaudin fu per 15 anni professore di storia e di geografia nei licei. Dopo aver fatto parte del movimento dei Repubblicani indipendenti aderente all'UDF, nel 2002 passò all'UMP, del quale fu vice presidente delegato dal 2002 al 2004, vice presidente dal 2004 al 2009 e dal 2013 al 2014.

### Mandati parlamentari, di governo e locali
Fu deputato dal 1978 al 1989 e senatore dal 1989 al 1995 e nuovamente dal 1998; da quella data al 2011 fu anche vice presidente del Senato. Dal 2011 al 2014 fu presidente del gruppo senatoriale dell'UMP. L'8 ottobre 2014 fu eletto vice presidente del Senato.
Dal marzo 2010 fu presidente del gruppo senatoriale di amicizia Francia-Santa Sede.
Fu ministro dell'Ambiente, delle aree urbane e dell'integrazione nel secondo governo di Alain Juppé (novembre 1995 - maggio 1997).
Consigliere comunale di Marsiglia dal 1965, fu eletto sindaco nel 1995 e rieletto nel 2001, nel 2008 e nel 2014 fino al 2020. Dal 1986 al 1998 fu presidente della regione Provenza-Alpi-Costa Azzurra. Dal 1995 al 2008 fu presidente della comunità urbana Marseille-Provence-Métropole, della quale fu vice presidente dal 2008.

### Morte
Jean-Claude Gaudin morì a Saint-Zacharie il 20 maggio 2024 per arresto cardiaco all'età di 84 anni.

## Vita privata
Non si sposò mai né ebbe figli.